# Gnathothlibus andamanensis
Gnathothlibus andamanensis är en fjärilsart som beskrevs av Kirby 1877. Gnathothlibus andamanensis ingår i släktet Gnathothlibus och familjen svärmare. Inga underarter finns listade i Catalogue of Life.